# Manuel Llorente
Manuel Llorente Martín (Benetúser, 25 de enero de 1952) es un economista español. fue presidente del Valencia Club de Fútbol desde el 7 de junio del 2009 hasta el 5 de abril de 2013. Fue nombrado presidente gracias a la ampliación de capital que el club llevó a cabo el verano de 2009 para equilibrar sus cuentas y rebajar la elevada deuda económica que arrastraba.
Anteriormente trabajó para Mercadona, fue gerente y director general del Valencia CF entre 1995 y 2005, y presidente y directivo del club Pamesa Valencia de baloncesto.

## Biografía
Nació en Benetúser en 1952. Cuando tenía 6 años murió su padre y, dos años más tarde, murió su madre. Sus hermanos, Luis y Paco, y él estuvieron en un internado en Madrid, donde estudió económicas y años más tarde entró en la empresa valenciana Mercadona, fundada y presidida por Juan Roig y ascendió en ella hasta ocupar el cargo de «Director de Tiendas». En Valencia goza de gran respeto por parte de la afición, ya que la etapa dorada del valencia coincide con su protagonismo en la gestión del club.

## Valencia CF (1995-2005)
Llegó al Valencia CF en 1995 de la mano de Francisco Roig, hermano de Juan y Fernando Roig, para ser el Gerente del club y posteriormente director general. Con la entrada a la presidencia de Pedro Cortés y más tarde de Jaume Ortí, continuó siendo el brazo ejecutor de los presidentes desde 1999 hasta 2004, cuando su mano firme en las negociaciones llevó a la salida del club del entrenador Rafa Benítez, entrenador más laureado en la historia del Valencia CF. Llorente no quiso renovar a Benítez por un tema económico

### Éxitos deportivos y deudas
Junto a Javier Gómez en el departamento económico estuvo presente en la era de los mayores éxitos deportivos recientes del conjunto valencianista, pero no fue todo un camino de rosas. En 2002 un embargo de hacienda por deudas a la seguridad social impidió al club realizar fichajes. Durante esa misma temporada, la sociedad anónima deportiva se vio obligada a realizar traspasos por valor de 51,8 millones de euros para hacer frente a las deudas contraídas. La medida de contención del gasto llevó a la sociedad a establecer un tope salarial sobre la primera plantilla fijado en 1'8 millones de euros netos por jugador, como máximo.
Durante su etapa de gestión la entidad alcanzó los 200 millones de euros de deuda reconocida, incurriendo en una causa de disolución en junio de 2004 salvada con una operación especulativa con la inmobiliaria Grupo Murcia Puchades, por la cual se le vendía la edificabilidad de una esquina del actual estadio de Mestalla por valor de 18 millones de euros sobre una futura recalificación con los que reducir las pérdidas del ejercicio en vigor y evitar la suspensión de pagos. 

### Metrored y traspaso Mendieta
Sus gestiones más recordadas, por fallidas, son en primer lugar la del patrocinador para la camiseta de la temporada 2001/02, Metrored, un contrato de 3 millones de euros por temporada del cual sólo se cobró 1,8 millones. 
En segundo lugar el traspaso de Mendieta del Valencia a la SS Lazio, el cual ante la falta de avales se dejaron de ingresar 12 millones de los 45,8 estipulados en el contrato de compraventa tras la quiebra de la empresa italiana Cirio, que arrastró al club italiano a la bancarrota. Al final dicha deuda se canjearía a cambio de dos jugadores del equipo italiano: Stefano Fiore y Bernardo Corradi, que, debido a su valor de mercado superior a la deuda, acarrearía que el club además tuviera que pagar 3,3 millones de euros por hacerse con los servicios de los futbolistas.

### Juan Bautista Soler
Con la llegada de Juan Soler, máximo accionista del club, a la presidencia en octubre de 2004, en un principio el nuevo presidente mantiene a Llorente como director general durante una temporada y media debido al costoso blindaje de su contrato con el club, pero en diciembre de 2005 el máximo accionista decide prescindir de él rescindiendo su contrato para contratar alguien de mayor confianza para él.

## Pamesa Valencia
En febrero de 2007 pasó a ser presidente del Pamesa Valencia y director general, debido al traspaso de poderes que Juan Roig efectuó a su favor, dejando el cargo dos años más tarde para volver al Valencia CF, en esta ocasión como presidente. Su paso por el Pamesa Valencia fue  muy bueno manteniendo al club en tabla, y consiguiendo todos los objetivos previstos en cada temporada

## Presidente del Valencia CF
En junio de 2009 volvió al Valencia CF contratado como presidente del club hasta junio de 2014 con un salario anual de 360.000 euros por acuerdo entre la Generalidad Valenciana, presidida por Francisco Camps, y Bancaja, presidida por José Luis Olivas y principal acreedora de la importante deuda del club. Confiaron en él para saldar la importante deuda.

### Ampliación de capital
Llegó para presidir el club durante una ampliación de capital de 92 millones de euros, ejecutada por Javier Gómez durante su etapa de consejero delegado primero y presidente interino después, que sirvió para frenar en principio la grave situación económica del club con una deuda cifrada en 547 millones de euros y con las obras del nuevo estadio detenidas desde el 17 de febrero de 2009 por impagos al no haberse vendido las parcelas del suelo del actual Mestalla como estaba planificado. La entidad Bancaja (Bankia a partir de 2010) es la principal acreedora del club y por tanto la más interesada en la recuperación y viabilidad económica del equipo para recuperar sus inversiones. Tras la ampliación de capital, el máximo accionista del club fue la Fundación Valencia Club de Fútbol, que compró (tal como prometió) gracias a un préstamo de Bancaja las acciones no vendidas durante la ampliación. La Fundación mantuvo a Manuel Llorente en la presidencia del club, ya que además era uno de los patronos de la Fundación. En la operación de la compra de las acciones por parte de la fundación, la fundación del club recibió un aval por parte del IVF (Instituto Valencia de Finanzas) que fue declarado ilegal más adelante, dejando en mal lugar a los ejecutivos (Manuel Llorente entre ellos) que intervinieron en dicha gestión para seguir mandando ellos en el club y que Bancaja/Bankia, pudieran seguir haciendo su particular negocio con el Valencia CF. Manuel Llorente, llegó a pisar los juzgados por esta causa junto a otros exmiembros de la fundación como Társilo Piles.
En su primera temporada mantuvo en el cargo de vicepresidente deportivo al exfutbolista Fernando Gómez Colomer, pero el 2 de junio de 2010 decide prescindir de sus servicios aludiendo razones económicas para el despido, cosa que el mismo Fernando desmentía. Le sustituyó como director deportivo el coordinador Braulio Vázquez.
Está imputado por esta ampliación de capital.

### Venta de jugadores
Se ha caracterizado en las últimas temporadas del club por reducir la elevada deuda fichando barato y vendiendo cada temporada los futbolistas con mayor valor en el mercado que había en el equipo, como Raúl Albiol al Real Madrid por 15 millones de euros en 2009, Silva al Manchester City por 30 millones de euros y Villa al Barcelona por 40 millones de euros en 2010, Juan Mata al Chelsea por 28 millones en 2011 y Jordi Alba al Barcelona por 14 millones en 2012.

### Unai Emery
A pesar de todo ello el club ha mantenido un buen nivel deportivo en cuanto a resultados, siendo 3º en la clasificación durante tres temporadas consecutivas (2009/10, 2010/11 y 2011/12) con el entrenador Unai Emery como entrenador del equipo, y por tanto clasificado para disputar cada temporada la Liga de Campeones, lo que proporcionaba altos ingresos a la entidad. En cambio el verano de 2012 decide no renovar al entrenador guipuzcoano alegando un fin de ciclo, sumado a las críticas y al desapego que sufría el entrenador con la afición valencianista.
Por otra parte, el club terminaba las temporadas con beneficios económicos en lugar de pérdidas, lo que hacía reducir su deuda aunque fuera levemente.

### Bankia y nuevo estadio
El 12 de diciembre de 2011 anunció un acuerdo oficial con Bankia para financiar la reanudación de las obras del nuevo estadio, conocido como Plan Newcoval, mientras la entidad bancaria se haría cargo del actual Mestalla, pero en mayo de 2012 Bankia es intervenida por el Estado español y Manuel Llorente dice que el acuerdo sigue en pie. El 3 de julio de 2012 anuncia con la alcaldesa, Rita Barberá, un plan de Actuación Territorial Estratégica llamado "Valencia Dinamiza", a través del cual se agilizarán todos los trámites necesarios para retomar las obras en el mes de septiembre de 2012 para tenerlo finalizado 22 meses después, en 2014.
Ya en septiembre de 2012 el club admite que sigue sin haber fecha para reiniciar las obras del nuevo estadio y Bankia anuncia el 20 de septiembre la ruptura unilateral del acuerdo por el que financiaría las obras y se quedaría con el patrimonio inmobiliario del club, lo que obliga a Manuel Llorente a negociar una refinanciación de la deuda con la entidad bancaria.

### Mauricio Pellegrino
Una de sus decisiones más polémicas al frente del club valencianista fue la de contratar al entrenador argentino Mauricio Pellegrino para dirigir al equipo en mayo de 2012 tras decidirse la no renovación de Unai Emery. La apuesta por el nuevo entrenador fue una decisión particular de Manuel Llorente en contra de las recomendaciones de la directoria deportiva dirigida por Braulio Vázquez que negociaba con el serbio Miroslav Djukic. El entrenador argentino no gozaba de experiencia al frente de ningún equipo en el fútbol, aunque sí como ayudante de Rafa Benítez en el Liverpool y el Inter de Milán. 
Una vez iniciada la temporada 2012/13, tras una dura derrota en la jornada 13 frente al Málaga (4-0), y estando clasificado el equipo en la posición 12º tras el encuentro de la jornada 14 en Mestalla frente a la Real Sociedad con el resultado final de 2-5, la afición valencianista protestó airadamente contra el presidente Manuel Llorente y los futbolistas por la mala gestión de la plantilla y el mal arranque de temporada. La decisión del presidente fue la de destituir al entrenador Mauricio Pellegrino y sustituirlo por Ernesto Valverde, esta vez sí asesorado por el director de la directoria deportiva Braulio Vázquez. 
El despido del entrenador Pellegrino suscitó una grave polémica para el presidente por un doble motivo: en primer lugar por destituir al entrenador que fue una apuesta personal suya, cuando la afición de Mestalla clamaba contra el presidente y los jugadores, no contra el entrenador, y en segundo lugar por el finiquito que había que pagar al entrenador argentino tras su despido, ya que se anunció que su contrato tenía una duración de 2 temporadas pero varios miembros del consejo de administración del club aseguraban que se les informó de que su contrato era de una temporada más otra por objetivos. Toda esta polémica desgastó notablemente la imagen del presidente Manuel Llorente dentro del propio consejo de administración y cara al exterior.

### Desgaste social
Tras el partido de la jornada 16 contra el Rayo Vallecano en Mestalla y la derrota por 0-1, el público valencianista volvió a clamar contra Manuel Llorente que vivía sus peores momentos en su etapa como presidente del Valencia: sin inversores ni acuerdos en la negociación con Bankia para terminar con la deuda y terminar la construcción del nuevo estadio, y con gran parte de la afición en contra y desilusionada por la baja calidad del equipo tras la marcha de los principales futbolistas y la construcción de una plantilla desequilibrada en sus líneas, lo cual provocó en los últimos años un acusado descenso de los abonados y espectadores que acudían a Mestalla a ver al equipo. Además de una mala gestión deportiva, en lo que respecta a compras y ventas de jugadores.
Por otro lado, el 1 de febrero de 2013 el gobierno autonómico valenciano pasó a tener el control accionarial de la Fundación Valencia CF (máximo accionista del club y con el propio Llorente entre sus patronos) al no poder hacer frente al primer pago de los intereses del préstamo que Bancaja otorgó a la Fundación en la ampliación de capital de 2009. Al ser la Generalidad el avalista de este préstamo le correspondió realizar dicho pago con dinero público, y por tanto intervino en la Fundación nombrando nuevos patronos (presididos por Federico Varona) de un perfil más técnico para conseguir financiar a la Fundación, y que así ésta pudiera cumplir con sus pagos y el club no pasara a ser propiedad del gobierno. Esto hizo dudar todavía más sobre el futuro de Llorente en la presidencia del club, puesto que debía rendir cuentas a los nuevos patronos de la Fundación nombrados por la Generalidad.

### Dimisión
El viernes 5 de abril de 2013 presentó su dimisión como presidente del Valencia Club de Fútbol, tras el nombramiento de los nuevos patronos de la Fundación Valencia CF por parte del gobierno valenciano, patronos más técnicos y profesionales para tratar de solucionar la difícil situación económica que vivía tanto el club como la Fundación. 

Su dimisión forzó la presidencia temporal de los consejeros Fernando Giner y Vicente Andreu hasta la Junta General Extraordinaria de Accionistas prevista para el 4 de junio de 2013, de la que saldrá un nuevo consejo de administración para el club, en principio presidido por el que fuera vicepresidente deportivo de la Fundación, Amadeo Salvo. Más adelante y ya con el proceso de venta del club en marcha (Que acabó con la venta del Valencia CF a Peter Lim), Manolo Llorente apoyó otras candidaturas como la de Cerberus para intentar volver al club. Dicha candidatura no llegó a buen puerto, dado que se trataba de un conocido fondo buitre al que solo le interesaba el club en el ámbito inmobiliario.